# Heian Yondan
L'Heian Yondan è il quarto dei cinque kata "Heian" (i cui ideogrammi stanno a significare "Pace e tranquillità") dello stile Shotokan. Originariamente tutti i kata Heian si chiamavano Pinan. Significa "pace e tranquillità del quarto livello".

## Tecniche del Kata
1. Saluto Musubi dachi
2. Yoi Hachiji-dachi
3. Verso sinistra Haisho uke sinistro Age Shuto uke destro in Kokutsu-dachi sinistro
4. Ruotando sul posto di 180° verso destra senso orario Haisho uke destro Age Shuto uke sinistro in Kokutsu-dachi destro
5. Ruotando il piede destro a 90°, in senso antiorario, Juji uke in zenkutsu dachi sinistro
6. Avanzare in kokutsu-dachi morote uke destro
7. Lateralmente a 90° verso sinistra Yoko geri kekomi sinistro
8. Chiudere con Mawashi empi destro in Zenkutsu dachi sinistro
9. A 180° verso destra Yoko geri Kekomi destro
10. Chiudere con Mawashi empi sinistro in Zenkutsu dachi destro
11. Ruotando sul posto di 90° verso sinistra Gyaku shuto uchi, Age shuto uke
12. Mae geri destro avanzando con le mani ferme in posizione
13. Ricadendo in avanti in kosa dachi destro uraken uchi con KIAI
14. Ruotando, facendo perno sul piede destro, di 135° in senso antiorario, kakiwake uke in kokutsu dachi sinistro
15. Avanzando mae geri destro ren zuki in zenkutsu dachi destro
16. Spostando il piede anteriore di 90° verso destra Kakiwake uke a destra in kokutsu dachi destro
17. Avanzando mae geri sinistro ren zuki in zenkutsu dachi sinistro
18. Spostando il piede anteriore di 45° verso sinistra morote uke sinistro in kokutsu dachi sinistro
19. Avanzando in kokutsu dachi destro parare morote uke destro
20. Ancora in avanti a sinistra morote uke kokutsu dachi
21. Spostare il piede anteriore in Zenkutsu dachi sinistro e contemporaneamente andare ad afferrare la testa dell'avversario con due mani
22. Avanzando colpire Hitsui portando le mani verso il basso (KIAI), ruotare subito di 180° parando shuto uke in kokutsu dachi sinistro
23. Avanzare Kokutsu dachi destro shuto uke
24. Spostare il piede destro Hachiji-dachi Yoi
25. Saluto Musubi dachi
26. Yame